# 巴基斯坦裔緬甸人
巴基斯坦裔緬甸人，是一個生活在緬甸的歷史社區，他們的起源可以追溯到巴基斯坦。這個定義包括居住在緬甸的巴基斯坦國民和與巴基斯坦有祖傳聯繫的緬甸公民。他們的歷史早在1947年巴基斯坦獨立之前。
與印裔緬甸人一起，他們是該國南亞大社區的一部分。在英國統治時期，緬甸發生了大規模的穆斯林移民。這些移民中的大多數是來自東巴基斯坦的孟加拉人，但也有重要的烏爾都語人群，旁遮普人和普什圖人。

## 歷史
從南亞到緬甸的大規模穆斯林移民始於19世紀70年代，當時緬甸與現代巴基斯坦一樣，也屬於英屬印度。這些穆斯林中的許多人來自後來成為巴基斯坦的地區，並定居在緬甸的各個地區，包括主要由當地緬甸穆斯林居住的阿拉干地區。1948年緬甸獨立後，居住在緬甸的南亞穆斯林的地位受到嚴重影響；他們無法再與其原籍地的聯繫，他們被視為外國人，或成為無國籍人。當時，該地區的各種穆斯林協會聯合組成了“全緬甸巴基斯坦協會”（ABPA） - 一個後來被稱為“緬甸最大的南亞穆斯林族群”的聯盟。據ABPA領導人估計，緬甸的巴基斯坦人數在30萬到50萬之間；但是，由於缺乏官方和可靠的統計數據，這個數字的準確性永遠無法確定。
根據“融合與分離”之間的作者Moše Yegar的說法，大多數巴基斯坦人社會經濟背景的都屬於工人階級。由於“無知或缺乏信息”，許多巴基斯坦人未能選擇緬甸公民身份；然而，其中有些人故意設法保留其巴基斯坦國籍。然後，還有一些人失去了巴基斯坦公民身份，同時又沒有接受緬甸公民身份（成為無國籍人士）。成立ABPA的目標之一是遊說緬甸當局和巴基斯坦當地大使館協助促進那些尋求緬甸公民身份的巴基斯坦人入籍，並為那些想要獲得巴基斯坦護照的人提供便利。

## 社群
巴基斯坦人裔緬甸人同時忠於緬甸和巴基斯坦，認同兩國的民族願望，是促進兩國雙邊關係的重要紐帶。他們在宗教信仰方面被確定為穆斯林。他們與印裔緬甸人一起成為該國大型南亞社區的一部分。全緬巴基斯坦協會是緬甸所有巴基斯坦人的協會。ABPA與巴基斯坦政府保持著密切的關係。每當高級的巴基斯坦人士訪問緬甸時，APBA都會親自接待。
在2014年的緬甸人口普查中，巴基斯坦居民與緬甸華人和緬甸孟加拉人一起被歸類為“其他”種族。

## 出逃
在獨立後的幾年裡，緬甸的巴基斯坦人享有與在緬甸定居的其他移民相同的生活方式。事實上，巴基斯坦人獲得了緬甸政府的特權，他們可以完全自由地觀察和慶祝他們的國家和文化活動，例如在巴基斯坦日等場合升起巴基斯坦國旗。華人和印度人社區也享有類似的特權。儘管巴基斯坦政府與緬甸之間發生了短暫的外交衝突，但即使是當地穆斯林分離主義者領導的羅興亞衝突也不會對巴基斯坦人在緬甸的生活構成任何政治影響。 
然而，在1962年奈溫將軍發起的緬甸政變和全國性國有化計劃(緬甸式社會主義)之後，所有移民的生活條件突然變得困難。1962年的政變導致南亞人迅速從緬甸逃亡，許多穆斯林開始返回印度和巴基斯坦。隨著第二次世界大戰後緬甸民族運動的日益普及，反對南亞和穆斯林移民存在的情緒在緬甸開始增長。南亞穆斯林失去成為平等公民的前景，並開始發現自己是獨立緬甸的外國少數民族。不斷變化的敵對氣氛引發了南亞人的大規模流亡，巴基斯坦社區人口大幅下降。那些選擇留下來的巴基斯坦穆斯林面臨著越來越民族主義的緬甸政治環境，被迫悄悄地融入緬甸社會，而不再能夠自由地強調一個獨立的民族身份。